# آدام موریسون
آدام موریسون (انگلیسی: Adam Morrison؛ زادهٔ ۱۹ ژوئیهٔ ۱۹۸۴) بازیکن بسکتبال اهل ایالات متحده آمریکا است.
از باشگاه‌هایی که در آن بازی کرده‌است می‌توان به شارلوت هورنتس، لس آنجلس لیکرز، و باشگاه بسکتبال ستاره سرخ بلگراد اشاره کرد.
وی در مسابقات کشوری و بین‌المللی در مجموع برندهٔ ۱ مدال طلا شده‌است.